# Juan López de Uralde

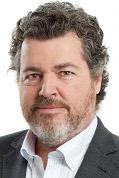
Juan López de Uralde, 2014

Juan Antonio López de Uralde Garmendia (* 8. September 1963, in San Sebastián) ist ein spanischer Umweltaktivist und Politiker.
Er ist Mitbegründer und Bundeskoordinator der Partei Alianza Verde (Grüne Allianz) und seit 2016 Kongressabgeordneter von Unidas Podemos für Álava.

## Leben und Karriere

### Aktivist und Mitglied beiGreenpeace
Er hat ein Studium als Agraringenieur an der Polytechnischen Universität Madrid begonnen, sein Studium jedoch mit einem Kurs bei ESADE über das Management von Nichtregierungsorganisationen abgeschlossen. Frühzeitig noch während des Studiums arbeitete er Vollzeit.
Schon in jungen Jahren an Umweltinitiativen beteiligt, wurde er 1986 zum Generalsekretär der Koordinierungsstelle der Organisationen zum Schutz der Umwelt (Coordinadora de Organizaciones de Defensa Ambiental (CODA)) gewählt. Ein Jahr später, 1987, trat er Greenpeace bei. Zu seiner Tätigkeit gehörten auch Tage an Bord der „Rainbow Warrior“ oder der „Moby Dick“, Aufenthalte in den Wäldern Patagoniens oder auf den arktischen Inseln von Spitzbergen.
Seine Themen sind ökologisch: Klimawandel, Bedrohungen der Artenvielfalt, Wasserknappheit und -verschmutzung, Risiken einer ungehemmten Stadtplanung und giftige Abfälle, bei denen er für die Aktionen gegen besonders kontaminierende Unternehmen zuständig war. Von 2001 bis 2010 war er Greenpeace-Chef in Spanien. Ebenso war er zwischen 1991 und 2001 Koordinator der Toxics Campaign der Organisation auf internationaler Ebene.
Am 18. Dezember 2009 war der Fokus der Öffentlichkeit besonders auf ihn gerichtet, als er am 17. Dezember an einer friedlichen Protestaktion teilnahm, bei der mehrere Greenpeace-Aktivisten sich bei einem Galadiner des Gipfeltreffens der Staats- und Regierungschefs der Welt einschmuggeln wollten, das während des Kopenhagener Klima-Gipfels abgehalten wurde, und ein Transparent entrollten, auf dem zu lesen war: "Politiker sprechen, Führer handeln."
López de Uralde erklärte: „Wir haben nur 24 Stunden Zeit, um die Welt aus dem Klimachaos herauszuholen. Während die Weltführer zu Abend essen, steht das Schicksal von Millionen von Menschen und unzähligen Arten auf dem Spiel.“
Wegen dieser Aktion wurde López de Uralde zusammen mit zwei anderen Aktivisten für 21 Tage in Haft genommen.  Es gab eine Welle von Solidaritätsbekundungen, die seine Freilassung forderten. Schließlich wurde er am 6. Januar 2010 aus dem Gefängnis entlassen.
Am 22. August 2011 wurde López de Uralde von einem dänischen Gericht zusammen mit elf anderen Greenpeace-Mitgliedern zu 14 Tagen Haft auf Bewährung wegen Hausfriedensbruchs, der Fälschung von Dokumenten und der Amtsanmaßung verurteilt. Die Strafe galt als verbüßt, da er bereits 21 Tage in Untersuchungshaft verbracht hatte.
In der Zeit, in der er Direktor bei Greenpeace (2001–2020) war, stieg die Zahl der Mitgliedschaften auf 100.000. Daraus folgerte López de Uralde, dass es Zeit für eine ökologische Partei war, um der ökologische Frage mehr Nachhaltigkeit zu verleihen.

### Mitbegründer vonEquo
Das Projekt wurde am 24. September 2010 von Juan López de Uralde zusammen mit der grünen Konföderation und vielen unabhängigen Menschen in Madrid vorgestellt mit dem Ziel, die spanischen grünen Bewegungen zu einer politischen Partei zusammenzuführen, die bei den Parlamentswahlen im November des folgenden Jahres kandidieren sollte.
Am 4. Juni 2011, unter Ausnutzung der Tatsache, dass der nächste Tag der Weltumwelttag sein würde, fand ein von Equo organisiertes Treffen statt, an dem mehr als 30 grüne und progressive politische Organisationen aus dem ganzen Land teilnahmen. Das Manifest vom 4. Juni enthielt den Willen zur Einheit und zum Handeln dieser Organisationen. In einem Interview in der Tageszeitung Público am selben Tag erklärte Juan López de Uralde, dass die Achsen der Partei Nachhaltigkeit, Fairness, demokratische Transparenz und die Verteidigung der Menschenrechte wären und dass es "keine grüne Politik geben kann, wenn sie nicht sehr sozial ist". Er erklärte auch, dass die Partei ihren Kandidaten durch Vorwahlen wählen, auf eine Reform des Wahlgesetzes setzen würde, die offene Listen einschließt, Referenden nutzen und die Verbesserung der Volksgesetzgebungsinitiative fördern würde.
Am 30. Juni 2011 wurde López de Uralde von Anhängern und Sympathisanten zusammen mit Reyes Montiel zum Vorsitzenden von Equo gewählt.

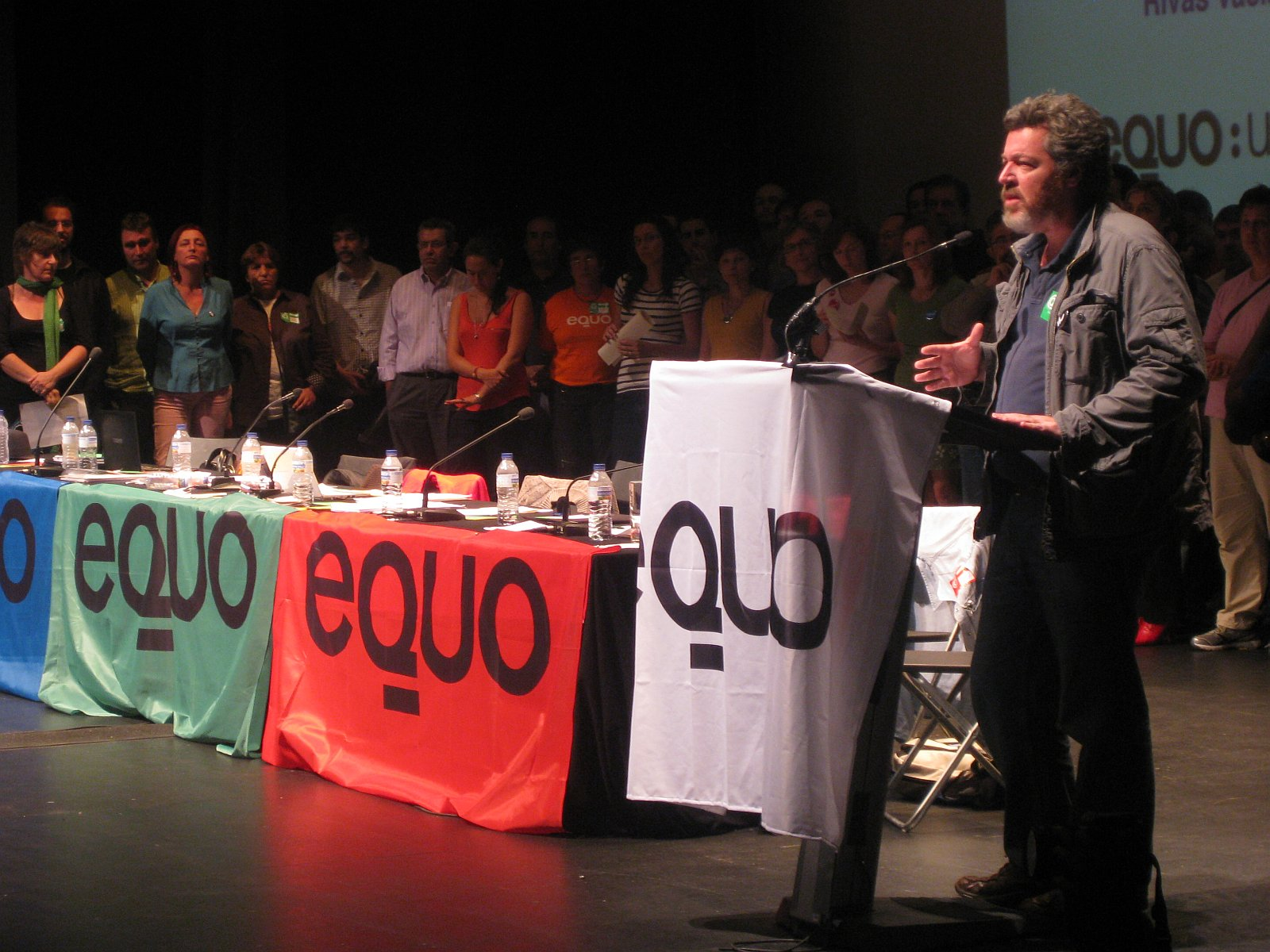
López de Uralde auf dem Gründungsparteitag

Auf dem Gründungsparteitag vom 8. und 9. Oktober 2011 in Rivas-Vaciamadrid bildete sich Equo als politische Partei, um für die nächsten Parlamentswahlen zu kandidieren. In dieser Versammlung wurde ein Wahlprogramm vereinbart und eine Verwaltungskommission gewählt, die bis zur Abhaltung des 1. regulären Parteitages (7. und 8. Juli 2012) im Amt bleiben sollte.

#### Die Parlamentswahlen von 2011
Für die Parlamentswahlen 2011 wurde Juan López de Uralde zum in offenen Vorwahlen gewählter Spitzenkandidat. Equo besaß keine Listenverbindung, sondern trat als eigenständige Partei an.
Equo erreichte so keine parlamentarische Vertretung. Immerhin war die neu formierte Partei die neunthäufigst gewählte Formation mit 215.776 Stimmen (0,88 % der Gesamtzahl), wobei der Wahlkreis Madrid mit 1,92 % (64.828 Stimmen) die meisten Stimmen gewonnen hatte.

#### Der 1. Parteitag von Equo
Auf dem 1. Parteitag von Equo (7. und 8. Juli 2012, Madrid) wurde López de Uralde erneut von Mitgliedern und Sympathisanten zum Mitglied der Bundeskommission gewählt, die früher als Verwaltungskommission bezeichnet wurde. Am 12. Juli 2012 wählte die Bundeskommission aus ihren Mitgliedern die Sprecher. López de Uralde und Reyes Montiel wurden wiedergewählt.

### Abgeordneter auf der Liste vonPodemos

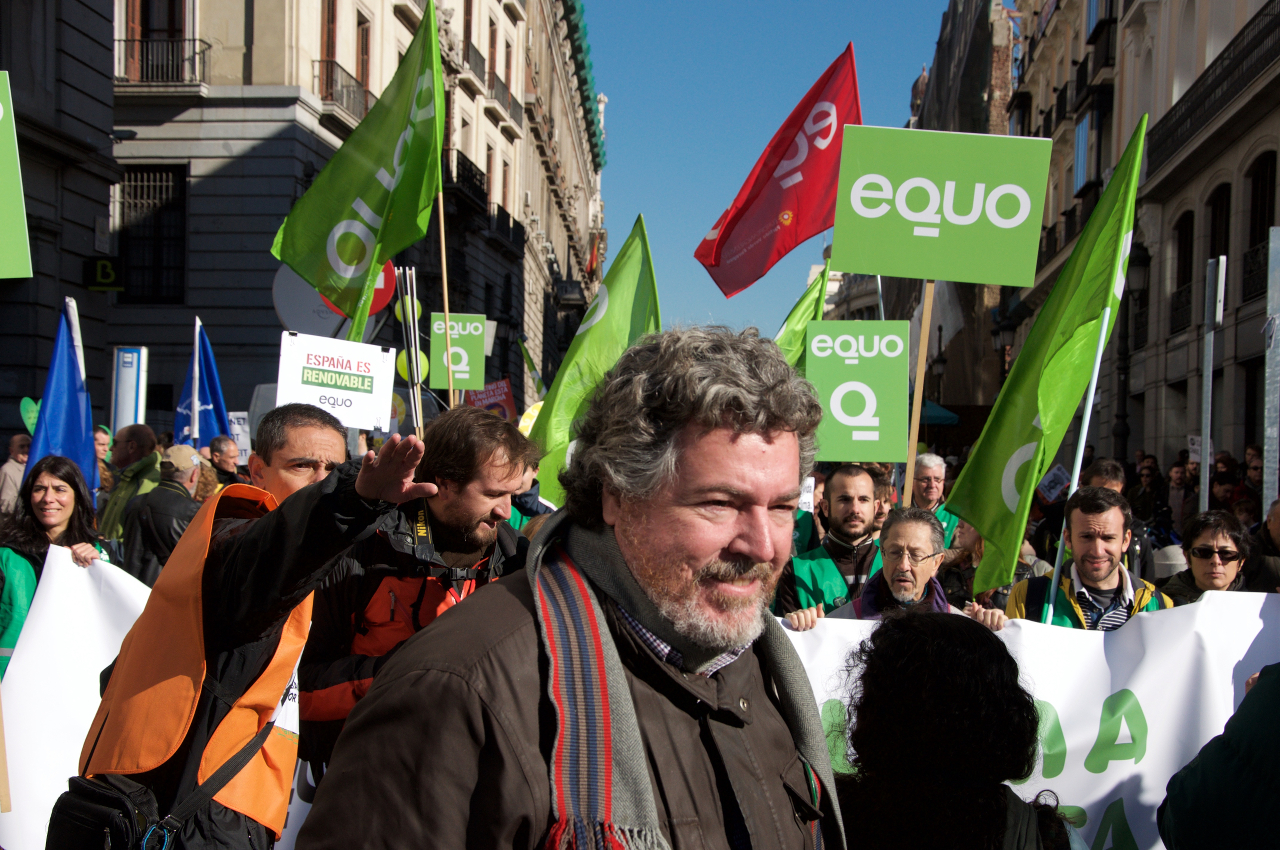
Juan López de Uralde auf dem Klima Marsch, 2015

Nachdem Equo bei den letzten Wahlen keinen Abgeordneten erreicht hatte, schloss Equo im Oktober 2015 eine Vereinbarung mit Podemos, durch die Uralde zum Listenführer der Kandidatur von Podemos für den Wahlkreis Álava bei den Parlamentswahlen in diesem Jahr wurde.
Bei diesen Wahlen wurde er zum Abgeordneten für die XI. Legislaturperiode gewählt, wobei seine Kandidatur zusätzlich das beste Provinzergebnis in Prozent für Podemos im gesamten Staatsgebiet erzielte, 27 %.
Auch in der XII. und XIII. Legislaturperiode blieb er Abgeordneter als Vertreter von Equo in den Reihen von Podemos/Unidas Podemos.
2019 stellte sich die Frage nach der Listenverbindung neu. Ein Teil von Podemos um das ehemalige Führungsmitglied Errejón hatte eine neue Partei, Más País, gegründet. In einer Umfrage unter den Equo-Mitgliedern sprach sich die Mehrheit von 58,7 % für Más País aus. López de Uralde verließ zusammen mit vier anderen Mitgliedern des Parteivorstandes Equo, weil er das Zusammengehen mit Más País als strategischen Irrtum erachtete, da Más País kein wirkliches Umweltprogramm hätte. Als Unabhängiger auf der Liste von Unidas Podemos wurde er zum Abgeordneten für die XIV. Legislaturperiode gewählt und kündigte die Gründung einer Umweltpartei innerhalb der linken Koalition Unidas Podemos an.

Logo der Partei Alianza Verde, Gründe Allianz

### Mitbegründer derGrünen Allianz
Nach einer der COVID-19-Pandemie geschuldeten Verzögerung war Uralde im Juni 2021 Mitbegründer der linken Umweltpartei Alianza Verde und wurde deren Bundeskoordinator. Diese politische Formation wurde im Moment ihrer Gründung Teil der Unidas Podemos-Koalition.
López de Uralde, der bei Unidas Podemos für das im Mai 2021 verabschiedete Gesetz über den Klimawandel und die Energiewende verantwortlich war, hat daher die Partnerschaft mit Unidas Podemos unterstrichen. "Das Hinzufügen dieses politischen Raumes war es, was uns die reale Möglichkeit gab, eine Politik des Wandels zu betreiben, indem wir eine parlamentarische Präsenz (drei Abgeordnete) -  "größer als je zuvor" - erreichten", sagte er während seiner Rede.
Im Partei - Manifest "Sumar en Verde" (Zusammen in Grün) heißt es:
„Der Beitrag, den wir zum progressiven politischen Raum leisten, ist der Vorrang der Umweltdimension, damit sie nicht wieder einmal, wie in der Vergangenheit, vernachlässigt wird. Mit dem Willen zur Umsetzung des Programms wenden wir uns an die jungen Menschen, Arbeiter und Arbeiterinnen, Menschen aus der Welt der Kultur, Frauen und Männer mit kritischem Bewusstsein, sich der Grünen Allianz anzuschließen, um ein ökologisches und soziales politisches Projekt zu starten, hoffnungsvoll für gegenwärtige und zukünftige Generationen. (La aportación que hacemos al espacio político progresista es la prioridad de la dimensión ambiental para que no sea relegada, una vez más, como ha sucedido históricamente. Con esta voluntad de utilidad nos dirigimos a los jóvenes, a los trabajadores y trabajadoras, a las personas del mundo de la cultura, a las mujeres y hombres con conciencia crítica a que se unan a Alianza Verde para poner en marcha un proyecto político ecologista y social, esperanzador para las generaciones presentes y futuras.)“

## Schriften
Eigene Schriften
- Juan López de Uralde: Energías alternativas. TF Artes Graficas, Madrid 2007, ISBN fehlt
- Juan López de Uralde: El planeta de los estúpidos. Propuestas para salir del estercolero. Temas de Hoy, Madrid 2010, ISBN 978-84-8460-918-6

Mitarbeit
- Muñoz Monge (Hrsg.): Texte von José Luis Sampedro, Julia Otxoa und Juan López de Uralde: Agua de luz. Ochoa, Logroño 2012, ISBN fehlt
- Eduardo Gil Delgado (Vorwort: Juan López de Uralde): Cambio climático : amenazas y soluciones. EGIDEL, Madrid 2015, ISBN 978-84-608-2659-0
- Carlos Bravo, Alfonso del Val y Juan López de Uralde: La insostenible situación de los residuos en España. Centro de Investigación para la Paz, Madrid 1995, ISBN fehlt
- John Muir (Vorwort Joaquín Araújo; Präsentation: Juan López de Uralde; Einführung: Juan López de Uralde und Raúl Gómez; Übersetzung: Alberto Chessa; Fotografien: Carleton Watkins): Mi primer verano en la Sierra. RELEE, Madrid 2018, ISBN 978-84-948761-2-7